# 蒙特瓦伊山
9°57′45″S 77°09′05″W / 9.96250°S 77.15139°W
蒙特瓦伊山（Munti Wayi），是秘魯的山峰，位於該國北部安卡什大區，由博洛涅西省的阿基亞區負責管轄，屬於布蘭卡山脈的一部分，海拔高度4,902米。